# هوگو هلستن
هوگو هلستن (دانمارکی: Hugo Helsten; ۱۵ سپتامبر ۱۸۹۴ – ۲۵ مهٔ ۱۹۷۸) ژیمناست هنری اهل دانمارک بود.